# Sinbad (comediante)
David Adkins (Benton Harbor, 10 de novembro de 1956), conhecido profissionalmente como Sinbad é um comediante, ator e produtor americano.

## Biografia
Nasceu em Benton Harbor, Michigan, filho de Martha e o Reverendo. Dr. Donald Adkins. Tem cinco irmãos, Donna, Dorothea, Mark, Michael, e Donald. David frequentou a Benton Harbor High School, onde fez parte de uma banda, e o clube de matemática. Freqüentou a Universidade de Denver, onde serviu por duas temporadas no time de basquete.

## Carreira
Seu nome artístico é Sinbad, onde começou a carreira atuando em "Star Search". Sinbad ganhou uma apresentação humorística para Dennis Miller, seu nome logo foi lançado em The Redd Foxx Show, uma sitcom de curta duração, como Byron Lightfoot.
Em 1987, Sinbad entrou com o papel em um spin-off de The Cosby Show como o personagem de Lisa Bonet, Denise Huxtable. (Anteriormente, Sinbad apareceu em dois papéis diferentes de The Cosby Show, como principal e "Davis Sarrette"). Huxtable vai a Hillman College, uma faculdade fictícia historicamente negra. Enquanto Bonet só ficou no programa por um tempo, Sinbad ficou no elenco de 1988 até 1991 como "Coach Walter Oakes".
Com exceção de Marisa Tomei no elenco, os estudantes da Hillman saíam com personalidades únicas. Em uma reunião de elenco em julho de 2006 promovendo a sindicalização da série no canal a cabo Nick at Nite, Sinbad refletiu sobre o programa: "O show foi um problema é só você olhar para trás, mostram que os negros estavam acontecendo ... Não era para ter sucesso e ele (fez). Esse show nunca recebeu os elogios que deveria ter tido. "Em um mundo diferente, Walter começou a se apaixonar por uma garota chamada Jaleesa, interpretada por Dawnn Lewis. Não estava interessada nele até que este a pediu em casamento. Os dois decidiram se divorciar devido a diferentes perspectivas de vida.
Sinbad co-estrelou com Scott Bakula a série Necessary Roughness, onde viveu Andre Krimm, um professor universitário recrutado que trabalha na linha defensiva, após as sanções da NCAA na Texas State University lutando para recomeçar. A Paramount Pictures estreou-a em 27 de setembro de 1991, e arrecadou mais de US $ 20 milhões em bilheteria.
Depois de botar uma camisinha no vídeo de 1992 Time Out: The Truth About HIV, AIDS, and You, que foi lançado a 21 de novembro de 1992 em um episódio da famosa série Saturday Night Live, representou pequenos papéis em The Meteor Man e Coneheads, ambos em 1993. Outras aparições foram no telefilme Aliens for Breakfast, e dois papéis em Bill Nye the Science Guy.
Até o início dos anos 1990, sua popularidade cresceu o suficiente para a Fox dar-lhe seu próprio programa o The Sinbad Show, que estreou em 16 de setembro de 1993. Na sua série Sinbad viveu um homem de 35 anos de idade de nome David Bryan, um solteirão que decide se tornar um pai adotivo de duas crianças após tornar-se emocionalmente ligado a eles. A série, que co-estrelou com a jovem Salma Hayek, recebeu muitos elogios da crítica por sua interpretação original e realista da vida afro-americana. Naquela época, Sinbad tinha recebido recentemente a guarda conjunta dos seus dois filhos, Royce, de 4 anos e Paige, 7 anos, e disse a imprensa que essas experiências o ajudou a ser pai solteiro.
O programa foi cancelado, com o último episódio exibido em 21 de abril de 1994. O papel lhe rendeu uma indicação ao Kids' Choice Awards em 1995 como "Melhor Ator Televisivo". Também fez um papel no futuro "Saved by the Bell".

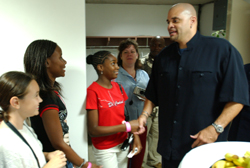
Sinbad em setembro de 2004.

Em 1990, Sinbad fez seu primeiro especial para o canal HBO chamado Sinbad: Brain Damaged. O especial foi gravado no Morehouse College em Atlanta, Geórgia. Em 1993, fez seu próximo especial na Madison Square Garden em Nova Iorque, chamado Sinbad - Afros and Bellbottoms para o qual ganhou um Image Award em 1995. O show foi um sucesso tão grande que foi relançado em 1996 no Sinbad - Son of a Preacher Man e em Sinbad - Nothin' but the Funk em 1998. Todos esses programas foram lançados em VHS e depois em DVD.
Sinbad novamente ganhou um Image Award em 1998 com o Sinbad's Summer Jam III: '70s Soul Music Festival.
Em 1995, criou uma empresa chamada "David & Goliath Produções", localizada em Studio City.
De 1989 a 1991, foi apresentador do Showtime at the Apollo, e retornou em 2005, substituindo Mo'Nique que estava em licença maternidade. Apresentou um episódio de Soul Train, que foi ao ar em 14 de janeiro de 1995, aparecendo como concorrente em um episódio de Celebrity Jeopardy!. Nesta época foi mestre de cerimônias no Concurso de Miss Universo em 2000.
Durante a década de 1990, Sinbad co-estrelou em um episódio da série da Nickelodeon All That. Interpretou o pai da personagem principal Ishboo, apelidado de "Sinboo". Também fez uma aparição no filme de comédia Good Burger, estrelado pela dupla de Kenan and Kel, como o "Sr. Wheat", um professor de pavio curto, cujo carro é esmagado por um hambúrguer gigante. Seu personagem foi tirado de Gough Wheat, ex-professor da White Station High School, em Memphis, Tennessee.
Com Phil Hartman co-estrelou a comédia Houseguest, onde interpreta Kevin Franklin, um morador de Pittsburgh, que deve US$ 50.000 dólares. Hartman, como Gary Young. Lançado em 6 de janeiro de 1995, o filme arrecadou US$ 26 milhões na América do Norte.
Seus papéis mais notáveis no cinema são First Kid, que estrelou, e Jingle All the Way (1996).
Em 2017, ele apareceu em dois episódios de The Lion Guard, do Disney Junior, como a voz de Uroho, o babuíno. No mesmo ano, ele apareceu em um vídeo do Dia da Mentira do site CollegeHumor que consiste em imagens recém-criadas supostamente tiradas de um filme sobre um gênio dos anos 90 chamado Shazaam, que nunca existiu. A comédia se baseou em um boato na Internet que confundiu Shazaam com um filme real sobre um gênio intitulado Kazaam (1996), estrelado por Shaquille O'Neal. As falsas memórias de Shazaam foram explicadas como uma confabulação de memórias do comediante vestindo uma fantasia de gênio durante uma apresentação na TV dos filmes de Sinbad, o marujo em 1994. Além disso, na década de 1960, a Hanna-Barbera tinha uma série animada sobre um gênio chamado Shazzan.

## Vida pessoal
Sinbad se casou com Meredith Fuller em 1986 e se separou em 1992. Juntos, têm duas filhas, Royce Adkins (nascida em 2003) e Paige Adkins (nascida em 2006). Em 2002 David casou-se novamente com sua ex-mulher Meredith.